# Czingel Szilvia
Czingel Szilvia (Pozsony, 1970. október 18. –) kulturális antropológus, muzeológus, néprajzkutató, coach.

## Életpálya
Az Eötvös Loránd Tudományegyetemen folytatta tanulmányait, 1995-ben diplomázott néprajz szakon. Később doktori fokozatát is itt szerezte meg. 2006 óta a Centropa Alapítvány munkatársa, ahol legfontosabb feladatai közé tartozik az interjúkkal kapcsolatos archivum kezelése, a Cafe Centropa program szervezése és a tanárképző szemináriumok koordinálása.

## Munkássága
A Centropa Magyarország munkatársaként egy kutatásban vett részt, ahol holokauszt-túlélőket kérdeztek az életükről. 1944-ben a lichtenwörthi lágerbe deportált öt éhező zsidó nő által feljegyzett receptek történetét gyűjti össze a könyv. A recepteket azért írták le, hogy eltereljék az éhezésről a gondolataikat. A holokauszt újabb történeti irodalma átadja a szót az áldozatoknak, a Czingel Szilvia által szerkesztett könyvet az ausztriai lichtenwörthi táborba deportált magyar nők írták.
2018-ban jelent meg Ünnepek és hétköznapok – Zsidó vallásnéprajz a Kárpát-medencében című könyve a Corvina Kiadó gondozásában.  A második világháborút megelőző időszak Magyarországán élő zsidók hétköznapi életét, idő- és ünnepfelfogását, a többségi társadalomban elfoglalt helyét, sajátos kultúrájának jellemző vonásait, az együttélés megfogható és kevésbé megfogható jellemzőit, gazdasági, kulturális, társadalmi szerepét a lokális társadalmakban a könyvben néprajz, antropológiai eszközökkel mutatja be a szerző. A szerző az oral history módszerét veszi alapul, amelynek segítségével kirajzolódik a XIX. század végi, a XX. századi magyarországi zsidók történelmének személyes vonulata. 

## Kitüntetések
2013-ban Kner Imre-emlékérmet kapott.

## Érdekességek
Kulturális antropológus-muzeológusként és coachként Budapesten egyedi várostörténeti sétákat szokott tartani. Úttörője a walking coaching magyarországi meghonosodásának. Az általa szerkesztett könyvből színházi előadás is készült.

## Művei
- Szakácskönyv a túlélésért. Lichtenwörth, 1944–1945; sajtó alá rend, bev., interjú Czingel Szilvia, előszó Závada Pál; Corvina, Bp., 2013
- Ünnepek és hétköznapok. Zsidó vallásnéprajz a Kárpát-medencében; Corvina, Bp., 2018
- A női test alakváltozatai, 1880–1945; Jaffa, Bp., 2020